# 박경희
박경희(朴慶熙, 1954년 12월 4일~)는 대한민국의 전 아나운서로, 계성여자고등학교와 서울대학교 식품영양학과를 졸업했으며 1977년 KBS 4기 공채 아나운서로 입사했다.

## 주요 이력
- 종교는 천주교이며, 세례명은 아녜스이다.
- 1992년 한국방송대상 아나운서상을 수상했고 같은 해에 공보처 장관 표창장을 수여받았다.
- 1993년 ~ 1994년 KBS청주방송총국 아나운서부장을 역임하여 2012년 12월 31일 여성 아나운서 최초로 KBS에서 정년퇴직을 하였다.

## 학력
- 계성여자고등학교 졸업
- 서울대학교 식품영양학과 학사

## 경력
- 1977년 : KBS 4기 공채 아나운서
- 1993년 ~ 1994년: KBS청주방송총국 아나운서부 부장
- 1997년 1월 9일 ~ 1월 20일/ 1999년 7월 13일 ~ 7월 25일 : KBS 뉴스9 아나운서
- 2012년 : 정년 퇴직
- 사단법인 한국언론인협회 부회장